# チャールズ・ウェスレー

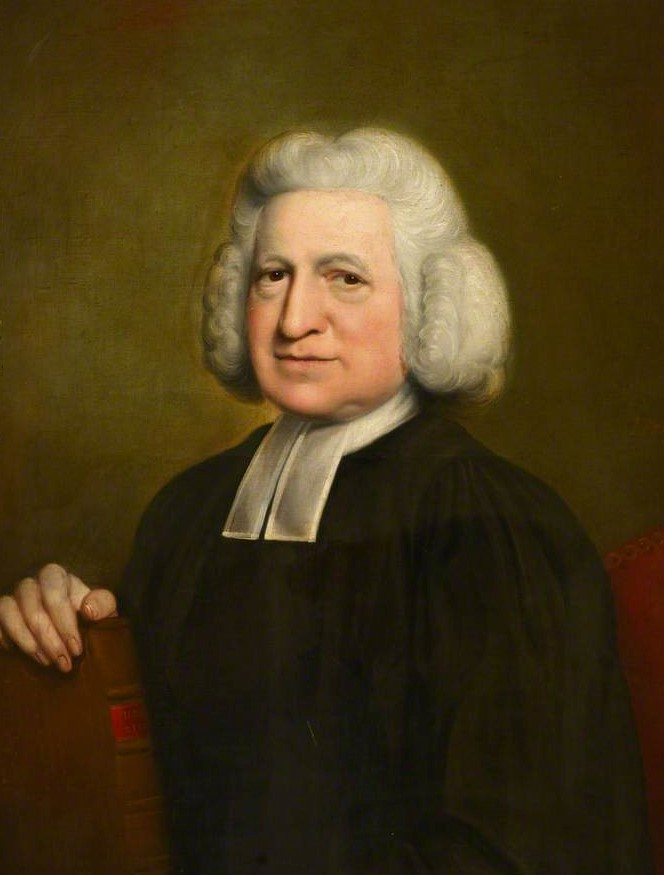
チャールズ・ウェスレー

チャールズ・ウェスレー（Charles Wesley, 1707年12月18日 - 1788年3月29日）は、イングランド国教会における信仰覚醒運動であるメソジスト運動の指導者であり、ジョン・ウェスレーの弟。チャールズは主に、多数の賛美歌を記したことで知られる。

## 生涯
チャールズ・ウェスレーは兄と同様に、父親が教区司祭を務めていたイングランド・リンカーンシャーのエプワース（Epworth）で生まれた。兄も学んでいたウェストミンスター学校とオックスフォード大学のクライスト・チャーチで学び、1729年に仲間の学生達と「オックスフォード・メソジスト」グループを結成した。兄ジョン・ウェスレーやジョージ・ホウィットフィールドも後にグループに参加した。チャールズは父や兄同様に1735年に司祭となり、ジョンとともに総督ジェイムズ・オーグルソープの側近としてアメリカ・ジョージアを旅行し、翌年帰国している。
これだけの親密さにもかかわらず、チャールズと彼の兄はその信念に対する問題においては常に意見が合っていたわけではなかった。特に、チャールズは彼らが定めたイングランド国教会と断交する案に対して強く反対していた。
1749年4月8日、チャールズ40歳の時、年下のサラ・グウィン（23歳）と結婚する。彼女は、ハウエル・ハリスによってメソジストに改宗した裕福なウェールズの地主マーマデューク・グウィンの娘であった。彼女はウェスレー兄弟のブリテン島全域に及ぶ福音伝道の旅に、チャールズが旅行をやめる1765年まで同行した。
チャールズとサラの間には8人の子供が生まれた（そのうち幼少期を生き延びたのは3人だけである）。その中にはオルガニスト・作曲家のチャールズ・ウェスレー・ジュニア（1757年 - 1834年）とサミュエル・ウェスレー（1766年 - 1837年）がいる。

## 賛美歌
その活動の過程において、チャールズ・ウェスレーは数千曲もの賛美歌の歌詞を執筆し、その多くが今なお良く知られている。代表作に「天（あめ）には栄え」（Hark! the Herald Angels Singなど。
- 天（あめ）には栄えHark! the Herald Angels Sing、フェリックス・メンデルスゾーン作曲
- 見よ、主は輝く雲にうち乗り（アレンジ）Lo! He Comes with Clouds Descending (Lyrics)

## 遺産
その不朽の賛美歌のために、ゴスペル・ミュージック・アソシエイションは1995年にチャールズ・ウェスレーの名をゴスペルの殿堂に加えることで、ゴスペル音楽に対する彼の音楽的活動を称えた。彼の息子サミュエル・ウェスレーも、その音楽的貢献が称えられている。